# Référendum britannique de 2011 sur le vote alternatif
Le référendum britannique de 2011 sur le vote alternatif (en anglais : United Kingdom Alternative Vote referendum, 2011) est un référendum organisé le 5 mai 2011 au Royaume-Uni, proposant le remplacement du scrutin uninominal majoritaire à un tour par le vote alternatif pour l'élection des députés à la Chambre des communes. 
Le référendum a lieu le même jour que les élections des organes législatifs dévolus en Écosse, au Pays de Galles et en Irlande du Nord.
Près de 68 % des votants votent « non ». La participation est de 42 %.

## Contexte
Le référendum fait partie de l'accord de coalition passé entre le Parti conservateur, du Premier ministre David Cameron, et le Libéraux-démocrates, du vice-Premier ministre Nick Clegg, après les élections législatives du 6 mai 2010. La proposition d'organiser ce scrutin a été présentée à la Chambre des communes en juillet 2010 et entérinée le 16 février 2011 au moyen de la loi sur le système électoral et les circonscriptions parlementaires (Parliamentary Voting System and Constituencies Act 2011).
Il s'agit seulement du second référendum de l'histoire du Royaume-Uni, le premier ayant eu lieu en 1975 et concernait le maintien du pays dans la Communauté économique européenne (CEE). Il s'agit en revanche du premier dont le résultat, quel qu'il soit, aura force obligatoire pour le gouvernement.

## Positions des partis
| Position                                                           | Formation           | Formation |
| ------------------------------------------------------------------ | ------------------- | --------- |
| OUI (pour le vote alternatif)                                      |                     |           |
|                                                                    | Libéraux-démocrates |           |
|                                                                    | SNP                 |           |
|                                                                    | Sinn Féin           |           |
|                                                                    | Plaid Cymru         |           |
|                                                                    | SDLP                |           |
|                                                                    | Parti vert          |           |
|                                                                    | UKIP                |           |
|                                                                    | Alliance            |           |
| NON (pour le maintien du scrutin uninominal majoritaire à un tour) |                     |           |
|                                                                    | Conservateur        |           |
|                                                                    | DUP                 |           |
| Sans position                                                      |                     |           |
|                                                                    | Travailliste        |           |

## Question posée
« At present, the UK uses the “first past the post” system to elect MPs to the House of Commons. Should the “alternative vote” system be used instead? »

« Actuellement, le Royaume-Uni utilise le scrutin uninominal majoritaire à un tour pour élire les députés à la Chambre des communes. Doit-il être remplacé par le système de vote alternatif ? »

## Résultat
| Pour                   | 6 152 607  | 32,10 |  |  |
| Contre                 | 13 013 123 | 67,90 |  |  |
|                        |            |       |  |  |
| Votes valides          | 19 165 730 | 99,41 |  |  |
| Votes blancs et nuls   | 113 292    | 0,59  |  |  |
| Total                  | 19 279 022 | 100   |  |  |
| Abstention             | 26 405 479 | 57,80 |  |  |
| Inscrits/Participation | 45 684 501 | 42,20 |  |  |

| Pour 6 152 607 (32,10 %) |  |  | Contre 13 013 123 (67,90 %) |
| ▲                        |  |  |                             |
| Majorité absolue         |  |  |                             |